# Urszula Jakimowicz
Urszula Jakimowicz (d. Kuncewicz) (ur. 11 czerwca 1988 w Gdańsku) – polska lekkoatletka specjalizująca się w rzucie oszczepem.
Brązowa medalistka mistrzostw Europy juniorów (Hengelo 2007). Mistrzyni Polski (2014). Srebrna (2012) i dwukrotna brązowa medalistka Mistrzostw Polski (2013 i 2015).Mistrzyni kraju w kategorii juniorek z 2006, medalistka młodzieżowych mistrzostw Polski. Rekord życiowy: 55,89 m (19 września 2014, Kołobrzeg). Reprezentantka klubu SKLA Sopot, wcześniej MKS Sambor Tczew.

## Progresja wyników
| Rok           | 2004  | 2005  | 2006  | 2007  | 2008  | 2009  | 2010  | 2011  | 2012  | 2013  | 2014  |
| Odległość (m) | 47,04 | 51,21 | 51,04 | 54,83 | 49,09 | 53,80 | 49,22 | 53,04 | 55,18 | 54,51 | 55,89 |